# The Black Halo
The Black Halo är det amerikanska symfonisk metal/power metal-bandet Kamelots sjunde studioalbum, släppt 2005 av skivbolaget SPV/Steamhammer. Albumet berättar andra delen av en historia, löst baserad på Johann Wolfgang von Goethes teaterpjäs Faust, som påbörjades på bandets tidigare skiva Epica.

## Låtlista
1. "March of Mephisto" – 5:28
2. "When the Lights Are Down" – 3:41
3. "The Haunting (Somewhere In Time)" – 5:40
4. "Soul Society" – 4:17
5. "Interlude I: Dei Gratia" – 0:57
6. "Abandoned" – 4:07
7. "This Pain" – 3:59
8. "Moonlight" – 5:10
9. "Interlude II: Un Assassino Molto Silenzioso" – 0:40
10. "The Black Halo" – 3:43
11. "Nothing Ever Dies" – 4:45
12. "Memento Mori" - 8:54
13. "Interlude III: Midnight - Twelve Tolls for a New Day" – 1:21
14. "Serenade" – 4:33

Text & musik: Kamelot

## Medverkande
Musiker (Kamelot-medlemmar)
- Khan – sång
- Thomas Youngblood – gitarr
- Glenn Barry – basgitarr
- Casey Grillo – trummor

Bidragande musiker
- Shagrath (Stian Tomt Thoresen) – sång ("Mefisto", spår 1, 12)
- Jens Johansson – keyboard (spår 1, 2)
- Cinzia Hunecke Rizzo – sång (spår 9)
- Simone Simons – sång ("Marguerite", spår 3)
- Geoff Rudd – sång (spår 13)
- Annelise Youngblood – sång ("Baby Alena", spår 4)
- Miro (Michael Rodenberg) – keyboard, orkestrering, bakgrundssång
- Mari (Mari Youngblood) – sång ("Helena", spår 6, 12)
- Sascha Paeth – gitarr
- Herbie Langhans, Amanda Somerville-Scharf, Gerit Göbel, Thomas Rettke, Elisabeth Kjærnes – kör
- André Neygenfind – D-bas (spår 6)

Produktion
- Miro – producent
- Sascha Paeth – producent, mastering
- Thomas Youngblood – producent
- Roy Khan – producent
- Philip "Phil" Colodetti – mastering
- Michael Tibes – mastering
- Derek "Dodge" Gores – omslagskonst